# Knesset
A Knesset (em hebraico:  הַכְּנֶסֶת haˈkneset; lit. A Assembleia, ou A Reunião; em árabe: الكنيست al-Knesset) é a assembleia legislativa unicameral (o parlamento) de Israel. Constitui o poder legislativo do Estado de Israel.
O parlamento israelense foi fundado em 1949, após a declaração de independência do Estado de Israel em 1948. Os seus membros reuniam-se inicialmente em Tel Aviv, primeira capital de Israel após a independência.
A sua sede atual está em Jerusalém; foi construída em terra pertencente à Igreja Ortodoxa Grega, que foi arrendada para esse fim. O atual edifício da Knesset, situado em Jerusalém Ocidental, foi erguido em 1957, financiado por James Rothschild, como doação ao Estado de Israel.
A Knesset tem 120 membros (parlamentares). 
Como Israel tem um sistema parlamentarista de governo, cabe à Knesset eleger o governo e o presidente.